# Glypta talitzkii
Glypta talitzkii là một loài tò vò trong họ Ichneumonidae.